# بیلور کالکاوان
بیلور کالکاوان (انگلیسی: Billur Kalkavan; ۲ نوامبر ۱۹۶۲ – ۱۵ اکتبر ۲۰۲۲) بازیگر، مجری تلویزیون اهل ترکیه بود. وی بین سال‌های ۱۹۶۹ تا ۲۰۲۲ میلادی فعالیت می‌کرد.